# Bednění (činnost)

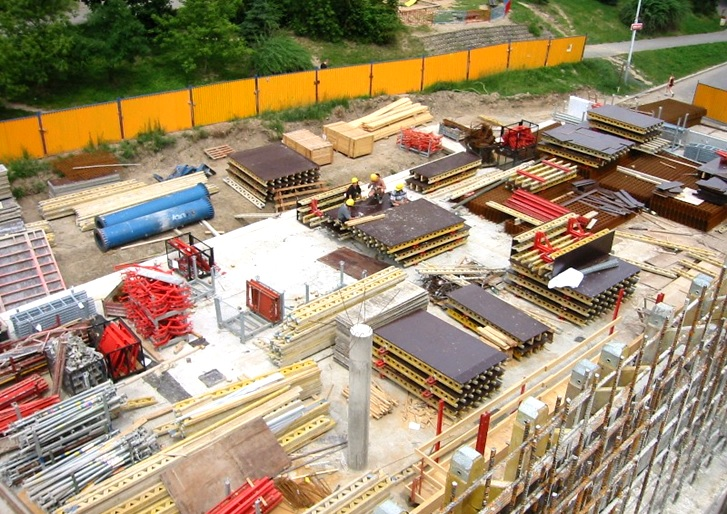
Sestavování (předmontáž) bednicích panelů na staveništi

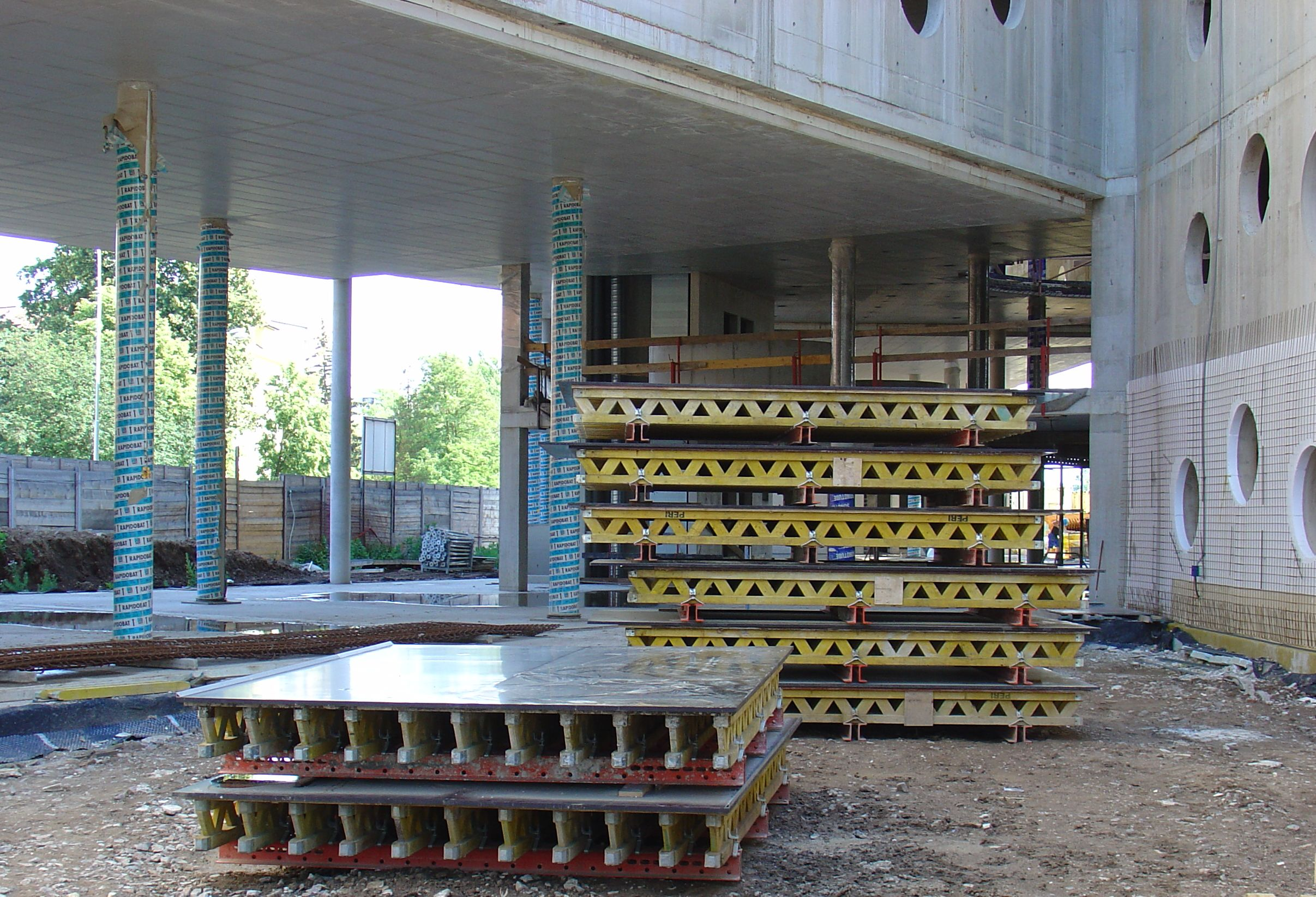
Sestavené panely nosníkového bednění stěn

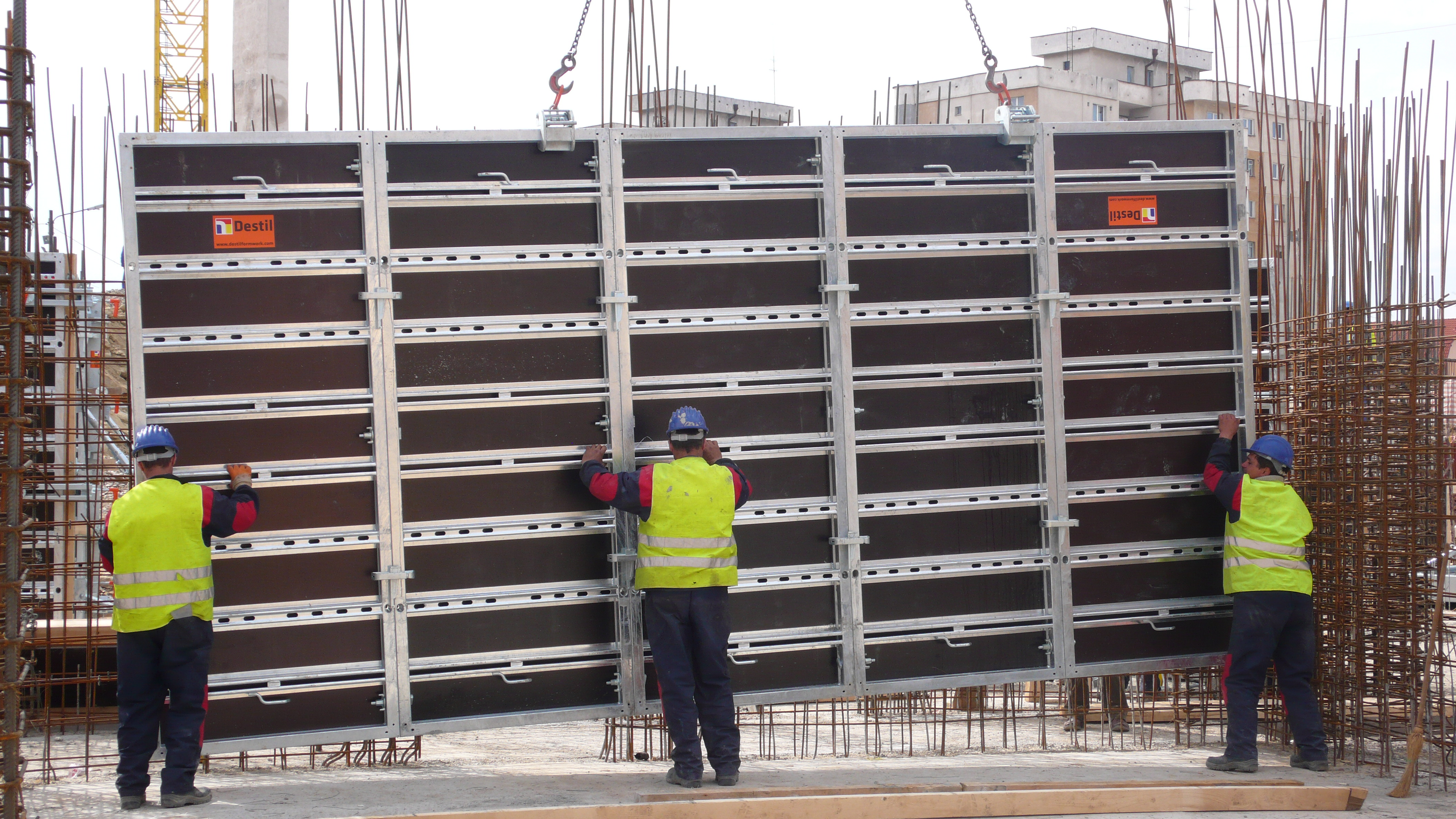
Usazování sestaveného panelu na místo

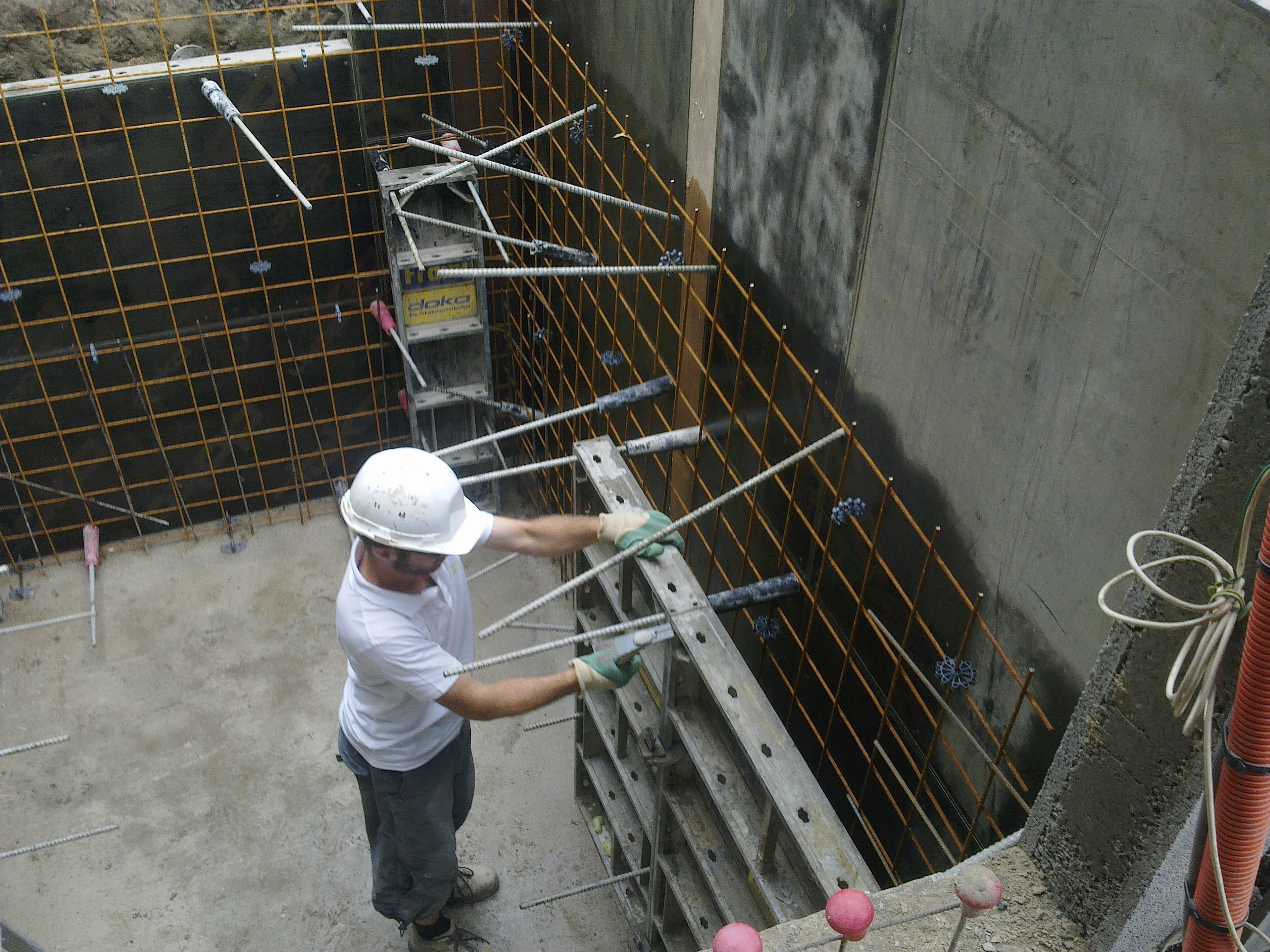
Montáž druhé stěny bednění
(Umísťování spínacích tyčí)

Bedněním, (německy: einshalen, odtud slangové šalování) nebo také méně užívaným obedňováním, se při plánování prací na stavbě nazývá soubor činností, které jsou prováděny při budování bednicí formy.

## Přípravné práce
Přípravné práce závisí na rozsahu potřebného bednění a na volbě typu bednění, ze kterého budou bednicí formy budovány. Při velmi malém rozsahu prací se nejčastěji staví tesařské bednění a přípravné práce odpadají. Také při užití lehkých rámů systémového bednění jsou přípravné práce omezeny na minimum.

### Příprava bednění stěn
Na velkých stavbách, zejména na stavbách o mnoha podlažích se stejnými železobetonovými konstrukcemi na podlaží, je hospodárné využít opakování prvků v konstrukci a připravit předem odpovídající bednicí formu, kterou pak bude možné bez předělávání několikanásobně využít. Podle montážních výkresů, které nejčastěji v rámci svých služeb zpracuje firma dodávající systémové bednění, se na staveništi sestavují tzv. velkoplošné panely. Jestliže se užívá nosníkové bednění, potom sestavení spočívá v připevnění vodovzdorné překližky na nosníky, spojené závorami. Při použití rámového bednění jsou jednotlivé rámy spojovány do větších celků potřebných rozměrů. Při montáži musí mít pracovní četa k dispozici jeřáb. Před transportem na místo kde bude bednicí forma stát, natře se překližka odbedňovacím prostředkem

### Příprava bednění stropů
Montážní výkresy se zpracovávají zpravidla pouze tehdy, je-li na bednění stropů užito rámové bednění. Bednění stropů se staví bez předmontáže, pouze při velkých výškách podpěrné konstrukce je nutné předem sestavit podpěrné věže.

## Stavba bednění
Stavbou bednění rozumíme zhotovení bednicí formy na projektovaném místě tak, aby mohla být zahájena následná činnost, kterou je u stěnového bednění ukládání betonu a u stropního bednění montáž výztuže.

### Bednění stěn
O tom, jak bude probíhat bednění stěn, rozhoduje postup montáže výztuže. Jestliže je možné smontovat výztuž předem, potom může stavba bednicí formy proběhnout bez přerušení. Jestliže je ale nutné výztuž při montáži opírat o bednění, potom se nejprve postaví jedna stěna formy, práce se přeruší a pracoviště se předá železářům k montáži. Po smontování výztuže se staví protilehlá strana bednění, (forma se zaklápí), a na závěr se celé bednění ztuží (forma se stáhne nebo sepne).

### Bednění stropů
Bednění stropů nosníkovým bedněním probíhá následně:
1. Podle délky užívaných nosníků se rozmístí základní stropní stojky s trojnožkami zajišťujícími jejich stabilitu.
2. Spodní řada rovnoběžných nosníků se provede tak, že se do hlavic na stojkách se nasadí konce nosníků. V místech nastavování nosníků jsou v hlavici dva konce nosníků vedle sebe.
3. Kolmo na spodní řadu nosníků se kladou rozdělovací nosníky, které již ponesou bednicí plášť. Jejich osová vzdálenost musí odpovídat velikosti bednicích desek pláště, protože desky musí být vždy na krajích podepřeny. Desky se k nosníkům nepřibíjejí. Při montáži nosníků a desek se pracovníci pohybují po zgotovovaném bednění.
4. Druhou řadou nosníků a bednicím pláštěm jsou spodní nosníky dostatečně zatíženy, takže mezi základní stojky mohou být pod nosníky umístěny další stojky, které se pevně rozepřou mezi podlahou a spodním lícem pásnice nosníku. V případě potřeby se celý podpěrný systém ztuží šikmými výztuhmi z ocelových trubek.
5. Vybední se okraje desky, prostupů a otvorů ve stropě. Osadí se ochranné dvoutyčové zábradlí na okrajích a bednění se předá železářům k montáži výztuže.

## Technologická přestávka
Technologická přestávka je doba, která musí uplynout od skončení betonáže do začátku navazujících prací. V tomto čase proběhnou v betonu fyzikálně-chemické vlastnosti a beton získá potřebnou pevnost v tlaku. Pro plánování bednicích a odbedňovacích prací jsou důležité následující pevnosti a s tím spojené technologické přestávky:
- Pevnost umožňující pohyb po vybetonovaném stropu. V letním počasí dosáhne beton této pevnosti obvykle po 24 hodinách. Pak může začít stavba bednění svislých konstrukcí na hotovém stropu.
- Pevnost umožňující odbednění stěn nebo sloupů. V letním počasí trvá tato přestávka 1 až 3 dny, některé cizí technické normy však stanovují přísnější požadavky na pevnost, což vyžaduje delší dobu trvání technologické přestávky. Také pro splnění vysokých požadavků kladených na pohledový beton je nutné prodloužit technologickou přestávku, protože při nízké pevnosti betonu hrozí ulámání hran při odbedňování.
- Pevnost betonu v tlaku a za ohybu, umožňující odstranění podpěrné konstrukce a odbednění stropů.